# Cérite
La cérite est un nom générique qui regroupe deux espèces minérales : Cérite-(Ce) et Cérite-(La). Elles appartiennent au groupe des silicates sous groupe des nésosubsilicates. Les deux formules contiennent de nombreuses impuretés : titane, aluminium, lanthane, métaux de transition, manganèse, magnésium, calcium, baryum et sodium.

## Inventeur et étymologie
Décrite par Hisinger et Jöns Jacob Berzelius en 1803. Le nom dérive du cérium contenu dans ce minéral, lui-même inspiré par le nom de l'astéroïde Cérès découvert quelque temps auparavant.

## Espèces
- Cérite-(Ce) 1803

C'est le minéral dans lequel le cérium a été mis en évidence en 1803, par Berzelius (en fait deux autres savants semblent l'avoir découvert à peu près en même temps : Hisinger et Klaproth). Carl Gustaf Mosander a préparé à sa demande du sulfate de cérite en 1825, et s'est rendu compte que ce minéral devait contenir une autre terre rare. Il y a en effet découvert le lanthane en 1838. Il a cru y détecter une autre terre rare qu'il nomma didymium, laquelle s'avéra être un mélange de praséodyme et de néodyme (Carl Auer von Welsbach, 1885), et aussi de gadolinium (Paul-Émile Lecoq de Boisbaudran, 1886). Demarçay y découvrit aussi du samarium et de l'europium en 1900.
Topotype : Bastnas, Riddarhyttan, Vastmanland, Suède. Échantillons types déposés à l'université Harvard, à Cambridge (Massachusetts), aux États-Unis, no 48851.
Formule : (Ce,La,Ca)9(Fe3+,Mg)[(OH)3|SiO3(OH)|(SiO4)6]
Masse molaire : 2 013,49 g·mol-1
Habitus : cristaux pseudo-octaédriques pouvant atteindre 7 mm
- Cérite-(La)[3] 2001

Topotype : mont Yuksporr, massif de Khibina, péninsule de Kola, Russie (seule occurrence mondiale connue)
Formule : (La,Ce,Ca)9(Fe3+,Mg)[(OH)3|SiO3(OH)|(SiO4)6]
Masse molaire : 1 825,93 g·mol-1
Habitus : cristaux rhomboédriques

## Cristallochimie
Le cérite sert de chef de file à un groupe isostructurel.

### Groupe de la cérite
- Cérite-(Ce) (La,Ce,Ca)9(Fe3+,Mg)[(OH)3|SiO3(OH)|(SiO4)6]
- Cérite-(La)
- Aluminocérite-(Ce) (Ce,REE,Ca)9(Al,Fe)(SiO4)3[SiO3(OH)]4(OH)3

## Cristallographie
- Cérite-(Ce)

Paramètres de la maille conventionnelle : a = 10,779 Å, c = 38,061 Å ; Z = 6 ; V = 3 829,73 Å3
Densité calculée = 5,24
- Cérite-(La)

Paramètres de la maille conventionnelle : a = 10,749 3 Å, c = 38,318 Å ; Z = 6 ; V = 3 834,37 Å3
Densité calculée = 4,74

## Propriétés optiques
- Cérite-(Ce)

Biréfringence : Uniaxe (+), bire=0.0040-0.0100
Indice de réfraction : w=1,806-1,81, e=1,81-1,82
- Cérite-(La)

Biréfringence : Uniaxe (+), bire=0.0100
Indice de réfraction : w=1,81, e=1,82

## Gîtologie
- Dans les dépôts de terres rares.
- Dans les veines a aegirine-natrolite-microcline, dans la foyaïte (cérite-(La)).

### Minéraux associés
- Allanite, barite, bastnäsite, épidote, fluorine, galène, monazite, quartz, täornebohmite, uraninite